# Pierre Aubert
Pierre Aubert (ur. 3 marca 1927 w La Chaux-de-Fonds, kanton Neuchâtel, zm. 8 czerwca 2016) – szwajcarski polityk .
Studiował prawo na uniwersytetach w Neuchâtel i Heidelbergu, prowadził praktykę w Le Chaux-de-Fonds, Neuchâtel i Bernie. Od 1958 działacz Socjaldemokratycznej Partii Szwajcarii, od 1960 zasiadał w Radzie Generalnej La Chaux-de-Fonds (w latach 1967–1968 przewodniczący), od 1961 w Wielkiej Radzie Kantonu Neuchâtel (1969–1970 przewodniczący). W 1971 został wybrany do izby wyższej parlamentu (Rady Kantonów); w latach 1974–1977 reprezentował Szwajcarię w Zgromadzeniu Parlamentarnym Rady Europy.
W 1978 został deputowanym do Rady Narodowej (izby niższej parlamentu) oraz członkiem Rady Związkowej (rządu); w Radzie Związkowej zajął miejsce Pierre Grabera i stanął na czele departamentu spraw zagranicznych (początkowo pod nazwą departament ds. polityki). Wprowadził ożywienie w politykę zagraniczną kraju, odbył podróż do krajów afrykańskich, w Nigerii w 1979 podpisał deklarację potępiającą apartheid. Jako pierwszy lider szwajcarski nawiązał kontakt z kierownictwem Organizacji Wyzwolenia Palestyny. Bez powodzenia kierował kampanią na rzecz przystąpienia Szwajcarii do ONZ, poniósł porażkę w referendum powszechnym w 1986 – ideę przystąpienia poparło jedynie 24% obywateli. Dwukrotnie sprawował rotacyjne przewodnictwo Rady Związkowej (równoznaczne ze stanowiskiem prezydenta Szwajcarii) – w 1983 i 1987.
W styczniu 1988 jego miejsce w Radzie Związkowej zajął René Felber.
Wielki Oficer Legii Honorowej, odznaczony m.in. w 1995 Krzyżem Komandorskim z Gwiazdą Orderu Zasługi Rzeczypospolitej Polskiej przez prezydenta Lecha Wałęsę.